# Segamai
Segamai is een bestuurslaag in het regentschap Pelalawan van de provincie Riau, Indonesië. Segamai telt 826 inwoners (volkstelling 2010).